# Župnija Kostrivnica
Župnija Kostrivnica je rimskokatoliška teritorialna župnija dekanije Rogatec škofije Celje.

## Zgodovina
Do 7. aprila 2006, ko je bila ustanovljena škofija Celje, je bila župnija del kozjanskega naddekanata škofije Maribor.

## Sakralni objekti
|    | slika            | cerkve                                            | kraj / naselje       |
| -- | ---------------- | ------------------------------------------------- | -------------------- |
| 1. |                  | Marija - Čenstohovska Mati Božja župnijska cerkev | Zgornja Kostrivnica  |
| 2. |                  | Sv. Leonard podružnična cerkev                    | Drevenik             |
| 3. |                  | Sv. Miklavž podružnična cerkev                    | Drevenik, Boč (gora) |
| 4. |                  | Sv. Rozalija podružnična cerkev                   | Spodnji Gabernik     |
| 5. | [[File:\|150px]] | Sv. Marjeta podružnična cerkev                    | Čača vas             |